# Секур (Берн)
Секур (фр. Saicourt) — громада  в Швейцарії в кантоні Берн, адміністративний округ Бернська Юра.

## Географія
Громада розташована на відстані близько 38 км на північний захід від Берна.
Секур має площу 13,8 км², з яких на 4,3% дозволяється будівництво (житлове та будівництво доріг), 44,6% використовуються в сільськогосподарських цілях, 50% зайнято лісами, 1% не є продуктивними (річки, льодовики або гори).

## Демографія
2019 року в громаді мешкало 644 особи (+8,6% порівняно з 2010 роком), іноземців було 3,6%. Густота населення становила 47 осіб/км².
За віковим діапазоном населення розподілялося таким чином: 24,4% — особи молодші 20 років, 57,6% — особи у віці 20—64 років, 18% — особи у віці 65 років та старші. Було 270 помешкань (у середньому 2,4 особи в помешканні).
Із загальної кількості 277 працюючих 49 було зайнятих в первинному секторі, 7 — в обробній промисловості, 221 — в галузі послуг.